# Gökçek, Evciler
Gökçek là một thị trấn thuộc huyện Evciler, tỉnh Afyonkarahisar, Thổ Nhĩ Kỳ. Dân số thời điểm năm 2011 là 1.842 người.